# Андреевская (Харовский район)
Андреевская — деревня в Харовском районе Вологодской области России. Входит в состав сельского поселения Шапшинское (до 2015 года — Кумзерского).
Расстояние по автодороге до районного центра Харовска — 56 км, до центра муниципального образования Кумзера — 7 км. Ближайшие населённые пункты — Пошивчиха, Оденьевская, Пашинская, Балуковская, Давыдовская.

## Население
По переписи 2002 года население — 2 человека.
| 2010 |
| ---- |
| 0    |